# Sacciolepis tenuissima
Sacciolepis tenuissima är en gräsart som beskrevs av Charles Edward Hubbard. Sacciolepis tenuissima ingår i släktet Sacciolepis och familjen gräs. Inga underarter finns listade i Catalogue of Life.